# Anse-Marcel
L’Anse-Marcel est un lieu-dit de la partie française de l’île de Saint-Martin, aux Antilles. Il se situe au nord de l'île au bord de la baie du même nom. C'est un cul-de-sac relié au village de Cul-de-Sac par une route à forte pente passant par un col.

## Étymologie
Le nom « Marcel » serait dû à une erreur de lecture d'un cartographe sur un plus ancien plan où serait écrit « Anse Mancel ». Ce nom de « Mancel » serait lui-même dérivé de « Anse des manceniliers ».

## Topographie
La vallée littorale est encaissée au fond d'une baie en " U " ceinturée par les flancs abrupts des collines (seul un chemin à mulets la reliait à Grand-Case par un col). Au pied des pentes, se trouvent deux marécages temporaires (variation 30 cm) de type mangrove et une large savane plate s'avançant jusqu'à la plage (due aux sables accumulés). Dans la baie, il y a deux îlets nommés "Requins".

## Urbanisation
Il s'agit d'un groupement de résidences privées. La route, contrôlée par une barrière levante, n'a été construite qu'en 1987 pour le programme hôtelier dit "L'habitation de Lonvilliers" financé par le groupe GMF incluant un port de plaisance/marina. L'urbanisation y a été alors rapide avec l'implantation d'hôtels et de nombreuses résidences collectives ou privées. En 2017, l'ouragan IRMA a dévasté le cœur de l'anse Marcel , ses habitations, ses activités économiques et sa marina. En 2018, un groupe hôtelier reprend l'hôtel "RIU" et démarre la reconstruction qui durera 3 ans pour ouvrir fin 2021 sous l'enseigne "SECRET".  En 2020, le Groupe Dreams yacht charter reprend la marina et entreprend sa reconstruction qui se terminera fin 2021. En 2021, en pleine crise sanitaire du Covid 19 , un entrepreneur indépendant reprend au cœur des bâtiments de la résidence "les Acacias" une grosse partie des anciens commerces pour proposer une activité économique globale sur le bas de l'anse Marcel avec deux amis agent de marques M Marmond Stephane et M Rigaud Stephen. Il y crée un boutique hôtel, 3 restaurants, une alimentation et une galerie commerciale de 19 boutiques de luxe sous la patte du merchandising M Bessone Jean Batiste copropriétaire de la marque Bizance Paris. En 2022, le visage de l'anse Marcel est complètement  redynamisé et offre une vraie destination touristique haut de gamme prisée par une clientèle américaine et canadienne. Toujours en 2022, les armoiries sont dessinées et donnent une identité forte à l'anse Marcel.

## Services
- Parking : navette gratuite en Mini-Moke depuis les parkings gratuits jusqu'à la galerie commerciale / marina / plage .
- Marina : Charter Day (Scoobitoo, Marinetime, CapitainJo), plongée ( Bubble Shop ), Jet ski (Island Jet), location de bateaux, pêche au gros.
- Activités / loisirs : galerie commerciale 19 magasins ( galerie les Acacias-concept stores), restaurants (italien/sushi/local), activités nautiques, plongée.
- Services : laverie, superette (petit Casino ), coiffure, esthétique.
- Équipements sportifs : terrains de volley-ball et de tennis, salles de squash et de fitness, piscines, club de tir (ASMT) .
- Plage : plage de sable blanc de 1Km (avec plage privé), avec restaurants (cuisine Française, locale et gastronomique) et plage publique.

## Lieux remarquables et particularités
- Gros entassements étonnants de rochers de types boulders qui, par endroits, semblent avoir protégé la végétation précolombienne de la déforestation coloniale[réf. nécessaire].
- Siège des bureaux de la Réserve naturelle marine de Saint-Martin.
- Ruine d'une "Habitation coloniale" du XVIIIe siècle (non sucrière), exploitation supposée de coton et en tout cas par la suite d'élevage bovin et d'élevage caprin.